# Xolapa
Xolapa är en ort i Mexiko.   Den ligger i kommunen Acapulco de Juárez och delstaten Guerrero, i den södra delen av landet, 260 km söder om huvudstaden Mexico City. Xolapa ligger 216 meter över havet och antalet invånare är 959.
Terrängen runt Xolapa är huvudsakligen kuperad. Xolapa ligger nere i en dal. Runt Xolapa är det tätbefolkat, med 397 invånare per kvadratkilometer. Närmaste större samhälle är Tierra Colorada, 9,2 km öster om Xolapa. Omgivningarna runt Xolapa är en mosaik av jordbruksmark och naturlig växtlighet.